# Medeltidens litteratur

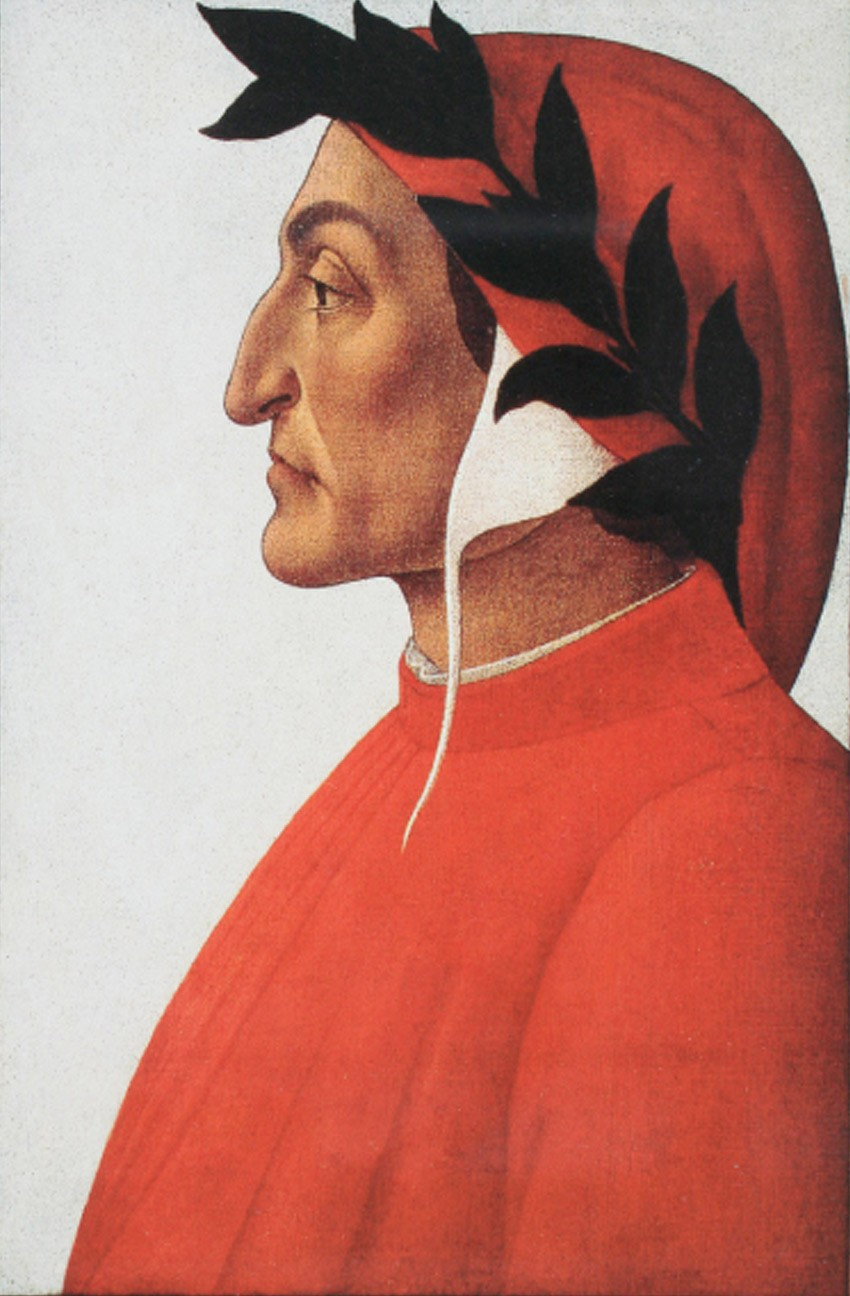
Dante Alighieri är en av den medeltida litteraturens centralgestalter i Europa.

Medeltidens litteratur tar vid där den europeiska antikens litteratur slutar och övergår i renässanslitteraturen. Medeltiden som litterär, kulturell och historisk epok är en väsentligen europeisk företeelse. Indelningen i sig är uppfunnen av europeiska renässansförfattare.
Delar av den klassiska litteraturen gick inledningsvis förlorad när den medeltida litteraturen tog vid, men under högmedeltiden inleddes en kulturell blomstring, med centrum i Frankrike, där det klassiska arvet revitaliserades. Vergilius blev under den hög- och senmedeltida litteraturen stilbildande och centrum för alla klassiska studier. Hjälteepos och hövisk diktning stod i den högmedeltida litteraturens centrum, och från Frankrike gick kulturella strömningar till övriga Europa. I Frankrike introducerades flera sagor, berättelser och topoi som påverkade den övriga medeltida europeiska litteraturen.
Högmedeltiden med dess franska litterära centrum fortgick till omkring 1250-talet, då Italien framträdde som nytt litterärt centrum. Dante Alighieri kan sägas ha skapat det italienska språket som litterärt språk, och med Dante och Petrarca introducerades den mycket inflytelserika sonetten. Deras poesi och verk blev mycket inflytelserika i den europeiska litteraturen under senmedeltiden och framåt. Därtill bidrog Giovanni Boccaccio med Decamerone, som populariserade novellen som litterär form. I Decamerone återberättar tio personer tio noveller vardera, om kärlek och livet i karantän från digerdöden. I England använde sig Geoffrey Chaucer av ett liknande grepp som Boccaccio i Decamerone, när han skrev Canterburysägner, en fresk över medeltidens England.
Det författades även en hel del kyrklig litteratur under medeltiden, som i huvudsak skrevs på latin. Det rör sig om läroböcker, hymner, teologiska verk och olika former av liturgiska texter, predikningar, helgonlegender och mirakelsamlingar. Heliga Birgittas Himmelska uppenbarelser är ett tidstypiskt exempel.

## Kännetecken

### Övergången till medeltida litteratur

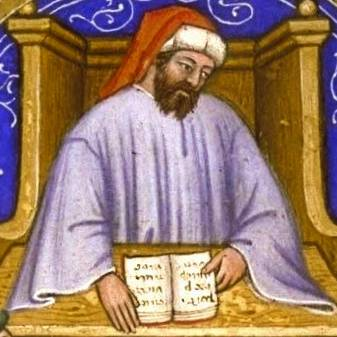
Boethius är en av gränsgestalterna till den medeltida litteraturen, och en viktig brygga mellan antik och medeltida filosofi.

Övergången från antik litteratur till medeltida litteratur präglas i synnerhet av tre författare, som litteraturvetarna Bernt Olsson och Ingemar Algulin kallar för gränsgestalter: Martianus Capella, Aurelius Prudentius och Boethius. Capella, den enda av de tre som var inte var kristen, skrev framförallt en mycket inflytelserik roman, De nuptiis Philologiae et Mercurii (Filologins bröllop med Mercurius). Romanen är en allegori som på många vis förebådar medeltiden, dels genom formen, men också genom att lägga grunden för medeltidens skol- och bildningssyn. Filologin får de sju fria konsterna som brudgåva, de konster som lärdes ut i de medeltida skolorna. Prudentius skrev Psychomachia, en allegorisk skildring av olika makters kamp om själen. Abstrakta begrepp som tro, kyskhet och begär uppträder på ett sätt som blev stilbildande för medeltidslitteraturen. Boethius, slutligen, blev genom Filosofins tröst, en moralfilosofisk tänkebok präglad av Cicero och Seneca den yngres tankar, en viktig brygga mellan antik och medeltida filosofi. Filosofins tröst har beskrivits som det i Västerlandet enskilt mest betydelsefulla och inflytelserika verket under medeltidens kristendom, och det sista stora västerländska verket som kallas klassiskt. Hos alla tre författarna var en ofta komplicerad och symboltung allegori central, ett grepp som blev mycket viktigt under medeltiden. Deras moralfilosofi byggde också på att frälsa själen, snarare än att vårda den som under antiken.

### Medeltida litteraturens ämnen
Man har ofta delat in medeltidens litteratur i tre olika ämnen: det brittiska ämnet, det franska ämnet och det romerska ämnet. Verk som använder sig av det brittiska ämnet skildrar i huvudsak Kung Artur, andra mytiska brittiska kungar och keltiska myter. Verk som använder sig av det franska ämnet skildrar i synnerhet Karl den stores krig mot morer och saracener, medan verk som använder sig av det romerska ämnet i huvudsak skildrar myter och berättelser från det antika Rom (och till viss del även antikens Grekland).
Litteraturen liksom kulturen i övrigt präglades under epoken av kontinentens samhällsstruktur, som i hög grad dominerades av feodalism. En majoritet av de skrivkunniga var utbildade i teologi, vilket innebär att kyrkan hade en stor makt över det kulturella skapandet. Den största delen av medeltidens litteratur tillkom i kyrkliga miljöer. I klostren och de kyrkliga miljöerna studerades inte bara teologi, utan även språk, vetenskap och litteratur. Vetandet som samlades kommenterades, vidareförmedlades och översattes. I övrigt kretsade kulturlivet i synnerhet kring hoven, vilket medförde att hövisk diktning med dess höviska kärlek blev framträdande delar av den medeltida litteraturen.
Curtius konstaterar att den latinska medeltiden utgör den "vittrande romerska vägen från antiken till den moderna världen." Att han särskiljer det som den latinska medeltiden är viktigt, eftersom de delar som kopplas samman genom latinet som språk har ett starkt kulturellt och språkligt utbyte mellan dess delar. Det är denna latinska kultur som sedermera sipprar ut och sprider sig till bland annat England och Tyskland, vars litterära epok han konstaterar föds först i och med Johann Wolfgang von Goethe. Brittisk litteratur blir sin egen först i och med reformationen. Övriga delar av Europa tar emot influenser från de latinska delarna, men påverkar ingen. Han konstaterar vidare att genom Europas romanska delar och deras påverkan får väst sin latinska skolning, som är den direkta kopplingen mellan den moderna litteraturen och den antika. Det är, menar han, till syvende och sist genomsyrandet av den antika kulturen i den moderna, genom den latinska medeltidens brygga, som ger den europeiska världen dess djup, fullhet och komplexitet.

### Medeltida litteraturens språk
Om än flera av de mer berömda verken är skrivna på folkspråk, var skriftspråket nästan uteslutande detsamma som det liturgiska: latin i västvärlden, grekiska och kyrkoslaviska i Östeuropa. Wulfilas bibelöversättning (Silverbibeln) på gotiska, Hildebrandslied och Nibelungenlied på forntyska, Beowulf på fornengelska, och Rolandssången på fornfranska tillhör de mer omtalade undantagen.

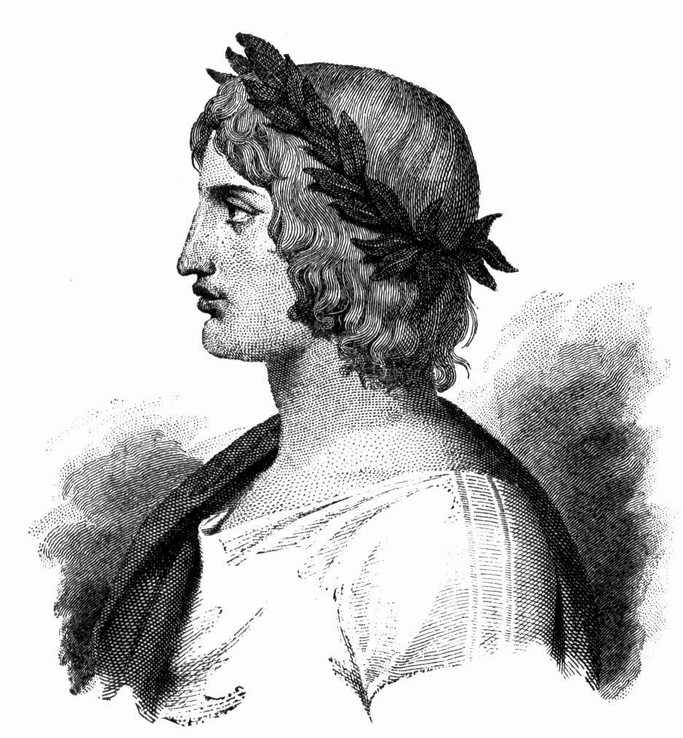
Vergilius är huvudgestalten i alla latinstudier, och har en mycket stor påverkan på den europeiska medeltidslitteraturen.

Latinet dominerade som skriftspråk inom kyrkan och den religiösa litteraturen. Det skrevs också världslig litteratur på latin, likt historiska krönikor som Saxo Grammaticus Gesta Danorum (där historien om Hamlet kommer ifrån). Men redan under medeltiden blev den Grekisk-ortodoxa kyrkan alltmer välvilligt inställd till översättningar till folkspråk, och tidigt kom översättningar till bland annat gotiska och fornkyrkoslaviska. I det katolska Europa började litteratur skrivas på folkspråken från 1100-talet, även om det redan tidigare fanns muntlig litteratur på folkspråken.
Krönikan blev under medeltiden historieskrivandets genre samt den form dagliga rapporteringar antog. Många historiker var kristna, och flera krönikor räknas till den kristna litteraturen: verk av bland andra Gregorius av Tours och Beda venerabilis. Ett egenartat undantag är den forngermanska och brittiska diktningen, som finns bevarad från epoken (Snorre Sturlassons Edda, Beowulf, Geoffrey of Monmouth med flera) som intar en mellanställning mellan mytologi, legend och faktisk historieskrivning. Hagiografin (Jacobus de Voragine) var en annan populär genre som uppkom under medeltiden. Ytterligare en litterär genre som föds under medeltiden är encyklopedin (Isidor av Sevilla, Suda). Giovanni da Pian del Carpines och Marco Polos berättelser hör till medeltidens främsta reseskildringar.

### Medeltida litteraturens medium
Den litterära traditionens medium under medeltiden är utbildningen och det framväxande utbildningsväsendet, inte minst genom den karolingiska renässansen. Karl den store och den karolingiska humanismen bidrog till en ny syn på bildning som Curtius menar ger näring till hela den latinska medeltida litteraturen. Genom studiet av de fria konsterna konstituerades tankesystem som förde med sig tidigare litterära traditioner. Dessutom grundades för första gången i världshistorien universitet, där universitetet i Paris tidigt spelade en central roll. Via universiteten kunde bland annat Thomas av Aquino infoga aristotelianska tankar i den kristna världsbilden, och i det från katolsk inkvisition avlägsna Oxfords universitet kunde de aristotelianska tankarna från arabiska tänkare som Averroës än enklare bli en del av universitetslivet. Tyskland var i hög grad avskärmat från de tidigmedeltida intellektuella strömningarna.
Av de fria konsterna ses grammatiken som grunden för allt annat. Under medeltiden innefattar grammatiska studier även bland annat studier av stilistiska figurer och metrik. Studiet av stilistiska figurer blir bland annat viktigt för den medeltida exegetiken. Dessutom spelar begreppen exemplum och sentens viktiga roller. Exempla och sentenser lärdes ofta in utantill, för att repetera i variationer. Vissa författare och tänkare sågs som särskilt viktiga i det avseendet, och utbildningen i de fria konsterna skulle således syfta till att ge studenten kunskap nog att kunna recitera och återanvända tillräckligt många författares tankar och filosofier för att kunna använda deras sentenser i sin egen diktning. Det är i det hänseendet centralt att det inte fanns en kronologisk syn på dessa författare. Alla författare och auktoriteter som användes hade samma värde. Det fanns inget historiskt, kritiskt sinne. Tidigare författare, sentenser och exemplum var snarare ett magasin av möjligheter att använda sig av. Vergilius är huvudgestalten i alla latinstudier, vilket innebär att Vergilius fick ett stort litterärt inflytande under medeltiden. Det syns inte minst i Dante Alighieris Den gudomliga komedin.

## Tidigmedeltidens litteratur (600-1000)

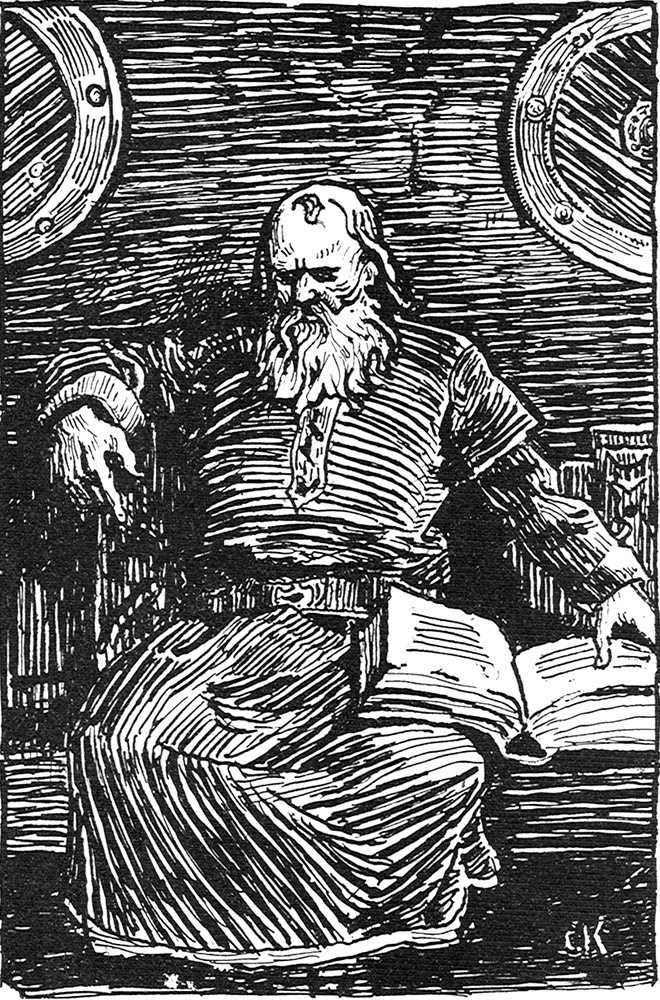
Snorre Sturlason, författare till Snorres Edda.

Den medeltida litteraturen delas ofta in i den tidigmedeltida, den högmedeltida och den senmedeltida litteraturen. Från den tidigmedeltida epoken finns det relativt lite litteratur bevarad, åtminstone från Västeuropa, samtidigt som mycket av den grekiska och romerska litteraturen gick förlorad. Undantagen rör framförallt germanska historieskrivare, som Gregorius av Tours, Paulus Diaconus och Beda venerabilis. Tacitus har berättat om germanernas vilda sånger, men några sådana finns inte bevarade. Den första texten på ett germanskt språk är Wulfilas översättning av Bibeln. Forntidslitteratur på danska, svenska och tyska är sällsynt, utan kom i högre grad att tecknas ner i England och på Island, eftersom kristendomen där var mer tolerant mot de forntida kulturerna. Av fornhögtysk poesi finns några få dikter nedtecknade genom tillfälligheter, bland annat hjältedikten Hildebrandslied.
I anglosaxisk litteratur har hjältedikter som Finnburgsfragmentet och Beowulf bevarats. Ett annat tidigmedeltida forngermaniskt fragment är dikten om Walter från 1000-talet, nedtecknat som eposet Waltharius. Därmed gjorde en av den forngermaniska hjältediktens viktigaste gestalter litteraturhistorisk entré: hunnern Attila, med Sigurd Fafnesbane och nibelungarna.
Den forngermaniska poesin var ofta rik på allitterationer. Den är i regel vild och kärv, på ett sätt som inte förekommer i klassisk grekisk och romersk litteratur. I synnerhet i fornengelsk diktning finns det dock elegisk diktning bevarad med en helt annan ton, bland annat Deor och andra dikter i Exeterboken. Från anglosaxiska och tyska språkområden kom under tidigmedeltid också en del kristen diktning, bland annat Heliand och Cynewulfs Christ II. Det skrevs inte mycket litteratur på de romanska språken som växte fram under perioden. Ett undantag är franska Alexiuslegenden. Annars skrevs det mesta av den kristna litteraturen på latin, med helgonlegender och uppbyggelseskrifter. Hroswitha av Gandersheim skrev bland annat latinska dramer, som svar på Terentius i hennes mening osedliga komedier. Många tidigmedeltida latinska poetiska verk lämnades oavslutade. Det poetiska tidsvärvet var tidskrävande och innebar hårt arbete, med bristande tillgång till bra skrivdon och papper. Det har föranlett två typer av vanliga slut på latinsk tidigmedeltida diktning: musan har tröttnat, eller det har blivit natt. John Milton avslutade Lycidas på det viset, liksom även Sigebert av Gembloux, Gonzalo de Berceo och Walter av Châtillon gjorde i flera av sina verk.

### Isländsk medeltidslitteratur
Flera av de berättelser och personligheter som introducerades i den fornengelska litteraturen finns också återgivna i Den poetiska eddan, nedtecknad av Snorre Sturlasson på Island på 1200-talet. Island var hem för den mest omfattande uppteckningen av germanska sagor och sånger under tidig- och högmedeltiden, vilket delvis var ett resultat av att rika hövdingar sände sina söner till utbildning i Europa, och att många latinska verk och medeltida riddarromaner tidigt översattes till isländska. Hjältedikterna i Eddan blandar myt och historia på ett svårskiljbart vis. Vid sidan av hjältedikter var mytologiska dikter en av den forngermanska poesins största genrer. Eddan inleds med Voluspa, Sierskans spådom, som handlar om världens tillblivelse och undergång. Andra mytologiska dikter däri är bland annat Hávamál och Trymskvida.
På Island författades eller nedtecknades också många sagor, bland annat ättesagor och fornaldarsagor. En av de populäraste ättesagorna, eller islänningasagorna som de också kallas, är Njáls saga, som kan sägas vara den mest internationellt präglade av de fornnordiska ättesagorna. Till skillnad från annan medeltida prosa är islänningasagorna kronologiskt berättade, med en saklig, realistisk och osentimental berättarstil. I centrum för berättelsen står repliker och yttre händelseförlopp. Människor skildras framförallt genom ord och handlingar. Det finns få liknelser, bilder och andra typer av utsmyckningar, och satsbyggnaden är ofta enkel. Allt detta medför att stilen ofta kan förefalla enkel och konstlös, även om den bygger på medvetna kreativa val. Ättesagorna slutade nedtecknas mot slutet av medeltiden, och föll delvis i glömska väl fram till 1800-talet, då släkt- och ättesagorna i realismens tidevarv sågs som förebildliga. Eddan och Fornaldarsagorna blev däremot populära i nordisk och europeisk litteratur redan i samband med patriotiska sällskaps framväxt under 1600-talet och romantikens litteratur.
Snorre Sturlassons poesi skulle kunna hänföras till den högmedeltida litteraturen. Olsson och Algulin ser den norröna sagan som ett av de viktigaste medeltida bidragen till prosans utveckling, inte minst genom Heimskringla, och därigenom den nordiska litteraturens viktigaste bidrag till världslitteraturen. Bakgrunden är att de blev stilbildande för många kommande prosaister, delvis genom en påtaglig narratologi och ett fokus på dialoger. Heimskringla och de norröna sagorna är också uttryck för ett tilltagande intresse för historieskrivning, i betydelsen nationell historieskrivning: man skulle tjäna sitt land genom att skildra dess ärorika förflutna. Andra viktiga exempel på det är danska Saxo Grammaticus Gesta Danorum och franska Geoffroi de Villehardouin och Jean de Joinville.

## Högmedeltidens litteratur (1000-1200)
Högmedeltiden var en tid av kulturell blomstring. Samtidigt utgjordes den högmedeltida litteraturen av stora kontraster. I den höviska poesin finns en stark kvinnodyrkan, medan bland annat vagantlyriken och fabliaun ofta innehåller grovt kvinnoförakt. Somlig diktning är högkristen och hängiven gud, medan annan är direkt blasfemisk. Hövisk och vulgär diktning ryms bägge inom den högmedeltida litteraturen. Under den högmedeltida litterära epoken var Frankrike i högst grad ett litterärt centrum, delvis eftersom feodaliseringen hade drivits längst där. Den starka feodaliseringen ledde till många starka hov, vilket i sin tur fostrade ett rikt kulturliv.

### Hövisk diktning och hjälteepos
Den höviska diktningen blev en central genre vid hoven. I den höviska diktningen stod hyllningar till furstarna och dikter om feodala plikter i centrum, med kärlek som genomgående tema. Den höviska kärleken närmade sig emellanåt en rent religiös kvinnodyrkan. Den riktade sig ofta mot högt uppsatta, ogifta kvinnor och dyrkan i sig snarare än en faktisk förening var det väsentliga (utom i så kallade romans bretons där de älskande kan förenas). Kärlekstemat bygger förmodligen vidare på Ovidius dikter om kärlek och även den kristna dyrkan av Jungfru Maria.

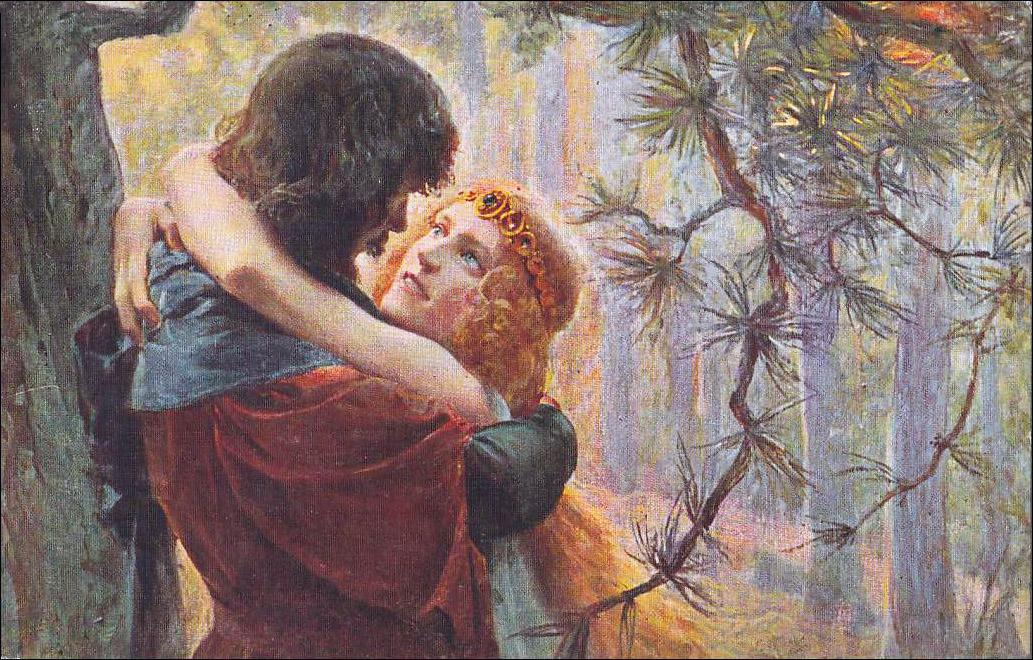
Marie de France Tristan och Isolde är ett av de mest kända exemplen på en riddarroman, och blev senare bland annat en opera av Richard Wagner, Tristan och Isolde.

Under epoken ökade även intresset för eposet, i synnerhet för hjälteepos. Eposen skildrade nationella hjältar, som ofta redan var omspunna av myter och dikter. I Frankrike kallades dessa epos för chanson de geste, sånger om hjältedåd, som också blev de första litterära uttrycken på det franska språket. De präglas ofta av muntlig tradition, och författarna var ofta "joglarer" eller "jongleurer", lekare med lågt anseende. Ämnena hämtades ofta från Karl den stores krig mot saracenerna. Rolandssången är ett av de mest kända exemplen, och hämtar sitt litterära uttryck från den sammanhållande episka tanken att troheten står mot förräderiet. På liknande vis skildrar det spanska eposet Cantar de mio Cid El Cid och hjältens ära kontra motståndarnas feghet. Motsvarigheter från det germanska språkområdet är exempelvis den österrikiska Gudrundsagan liksom Nibelungenlied. Bägge daterar dock något senare än Rolandssången och Cantar de mio Cid, vilket delvis märks på att stoffet skildras på ett mer höviskt och romantiskt vis.
Närbesläktad med chanson de geste var riddarromanen, berättelser på vers med riddare som huvudpersoner. Ett av de mest kända exemplen på riddarroman är Marie de Frances Tristan och Isolde. Marie de France var en hövisk poet som skildrade kärleken genom visor, laisses, med ämnen från gamla keltiska berättelser. Tropen Tristan och Isolde kom dock att användas i romans bretons och har därefter fått stor betydelse i europeisk kultur. Den höviska epiken introducerades i den franska litteraturen genom översättningar av sagor om Kung Artur och riddarna kring runda bordet. Mest känd av de höviska poeterna är sannolikt Chrétien de Troyes, ett av den medeltida litteraturens stora namn. Chrétien författade romaner på vers med keltiskt stoff. Med hans sista verk om Perceval introduceras en ny sorts hövisk roman, där huvudpersonen strävar efter att nå den Heliga Graal. Hans Perceval-roman har setts som den första bildningsromanen. Den mest spridda och representativa kärleksskildringen i den medeltida litteraturen är dock Roman de la Rose av Guillaume de Lorris. Ett annat stort och viktigt högmedeltida kärleksverk är brevväxlingen mellan Pierre Abélard och Héloïse, som i form av bekännelselitteratur är jämförlig med Augustinus och Jean-Jacques Rousseaus verk. Brevväxlingen skildrar den förbjudna kärleken demmellan.

### Romans bretonsoch trubadurdiktning

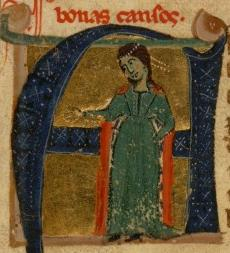
Beatritz de Dia är en av de viktigaste kvinnliga trubadurlyrikerna, och skildrar kärlek i ovanligt nakna ordalag.

Utöver riddarromanen var romans bretons och trubadurdiktning populära genrer. Trubadurdiktningen fick förmodligen influenser från den spansk-arabiska höviska diktningen, och blev särskilt populär i provensalsk diktning. Den provensalska trubadurdiktningen fick en central betydelse för förnyelsen av den västerländska poesin, och hade stort inflytande på bland andra Dante Alighieri och Francesco Petrarca. Samtliga 500 kända provensalska trubadurdiktare hör hemma i södra Frankrike, i Langue d'oc. Trubadurdikterna bygger på fyra ofta återkommande troper: mannen krigar för att vinna kvinnan (krig), den älskade är av is som mannen med sin brinnande kärlek försöker smälta (eld), mannen är kvinnans vasall (feodalism) och mannen är en lidande martyr (kristendom). I trubadurdiktningen handlar det inte om att komma på nya ämnen utan att skildra det givna på rätt sätt. På så sätt är retoriken central i trubadurdiktningen, som varit mycket viktig i framväxten av en europeisk lyrik. I trubadurpoesin finns ofta ett moment av tävling, och i Tyskland, vars motsvarighet till provensalsk trubadurdiktning var minnesång, förekom just diktartävlingar. Med tiden kom dock konventionerna att luckras upp något, inte minst när allt fler kvinnor själva skrev trubadurlyrik. En av de viktigaste kvinnliga trubadurlyrikerna är grevinnan av Dia, som i för trubadurlyriken ovanligt nakna ordalag skildrar kärlek: "Gärna skulle jag en kväll / vilja ha honom naken i mina armar / och att han då skulle vara lycklig / om jag ville vara hans huvud- / kudde." Som en av de skickligaste trubadurlyrikerna brukar Bernart de Ventadorn lyftas fram, en poet som hade stor påverkan på Alighieri och Petrarca.
Trubadurdiktningen skedde i allmänhet på folkspråk. Den motsvarande poesi som skrevs på latin brukar benämnas som vagantlyrik. Vaganterna var studenter som lärde sig dikta på latin i skolan, och som roade sig med att skriva vers på latin. Tonen är inte alltid respektfull, i synnerhet inte bland de urspårade studenter eller präster (goliarder) som for omkring och uppträdde med sin poesi. Vagantlyriken är ofta mer levande och friare än trubadurdiktningen. Det finns ofta starka inslag av galghumor. Carmina Burana från 1200-talets Köln är en av de mest kända samlingarna. Ofta är dikterna anonyma. Ett undantag är Archipoeta, ärkepoeten, och några hundra år senare byggde François Villon vidare på traditionen. I flera av dessa verk växer ett nytt topos fram: att världen är uppochner, ett retoriskt grepp som på grekiska kallas adynaton. Ett stycke av Carmina Burana, "Florebat olim", inleds med att ungdomen inte längre studerar, att bönder blir soldater, oxar dansar och blinda leder blinda. Att det omöjliga inträffar har varit vanligt förekommande även i den antika litteraturen – ett av de tidigaste exemplen är när Archilochos skildrar en solförmörkelse som ett Zeus ingripande. Även hos Vergilius är det vanligt. Med Ovidius och de romerska satirikernas återkomst under högmedeltiden, kyrkans minskande status och upplevda degenerering och det ökade intresset för naturen och inte minst bönder blev skildringar av den uppochnervända världen ett vanligt tema – ett antikt tillvägagångssätt med medeltida teman. I Chrétien de Troyes Cligès flyr en hund från en hare, en fisk jagar en bäver och ett lamm en varg. Liknande metaforik uppkommer i John de Hauvilles Architerenius liksom hos Arnaut Danièl, som bland annat influerat Dante Alighieri. Toposet påverkade också Théophile de Viau, vars därifrån inspirerade dikter i sin tur inspirerade det tidiga 1900-talets surrealism. I synnerhet skildrade man under 1180-talet till 1200-talet hur ungdomen är fördärvad, som i exemplet med "Florebat olim".

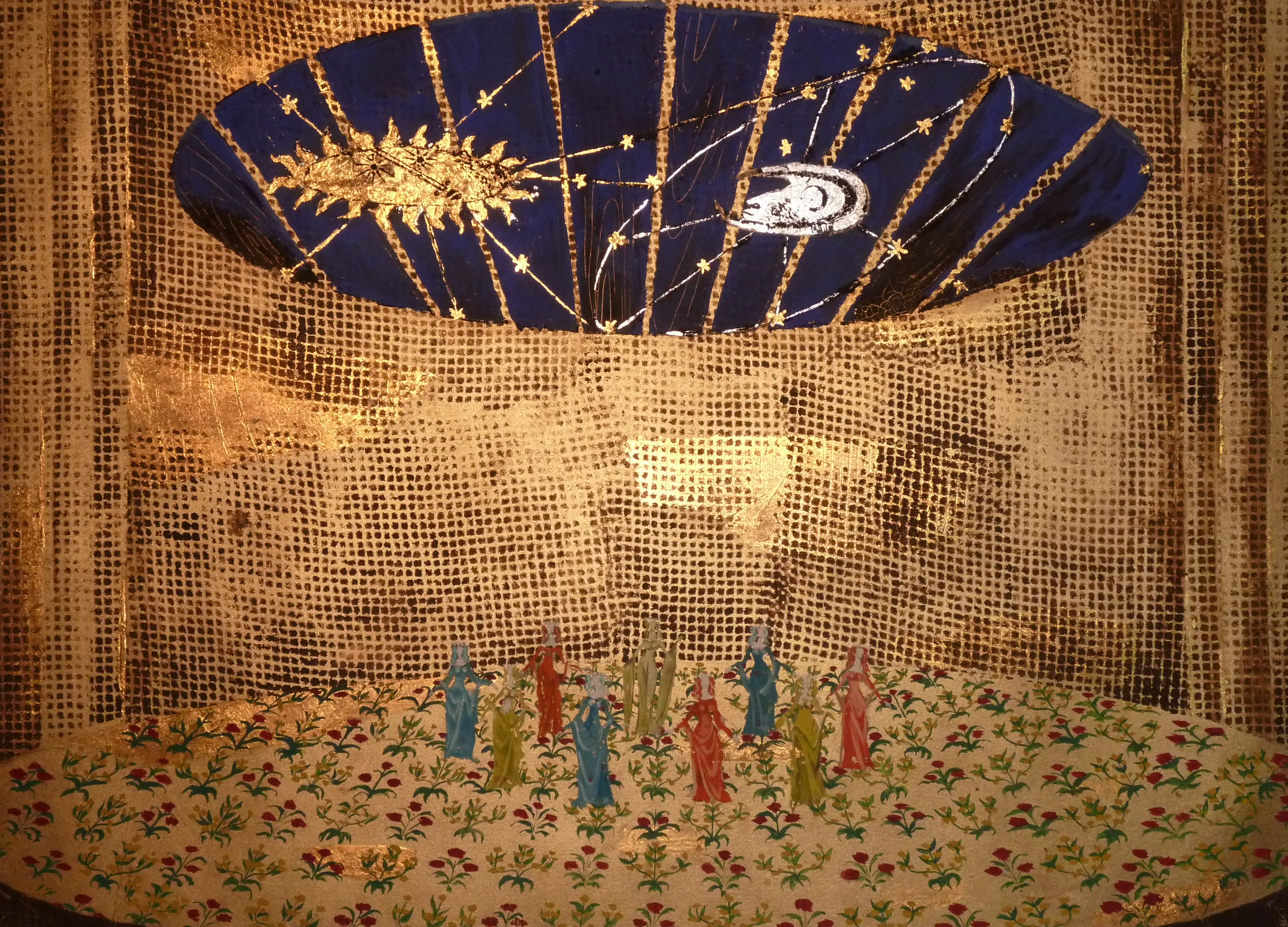
Carmina Burana är ett känt exempel på vagantlyrik. I verket är det klassiska medeltida toposet att världen är uppochner vanligt, bland annat i stycket "Florebat olim" som inleds med att ungdomen inte längre studerar, att bönder blir soldater, oxar dansar och blinda leder blinda.

Fabliaux var populär som en underhållande genre. Genren rörde sig dock i innehåll långt från hovvärlden, utan skildrade köpmän och bönder i deras vardag. Fabliaun är humoristisk och ofta hatisk, mot präster men i synnerhet mot kvinnor. Förmodligen skrevs fabliaun av lekare och urspårade studenter, men de var uppskattade vid hoven. Fabliaun ligger nära den muntliga traditionen, och har tydliga motsvarigheter i andra kulturer. Kanske har de bakgrund i Orientens berättarkonst. En annan muntlig berättelse i den högmedeltida litteraturen är Rävsagan, som spreds över Europa.
Romans bretons avlöste i mångt och mycket chansons de geste, och i romans bretons står det romantiska i centrum för eposet. Dessutom skiljer sig de två genrerna åt på centrala punkter. Medan chansons de geste gjorde anspråk på att skildra en kollektiv sanning utgav sig romans bretons för att vara fiktion och allegorier, med en individ i fokus. Romans bretons spreds i många versioner över Europa. En norsk version av Tristansagan författades, och Eufemiavisorna är svenska efterbildningar av romans bretons. Wolfram von Eschenbach skrev en variant av Parzival, som blev till opera av Richard Wagner – som för övrigt även gjorde en opera av Tristan och Isolde. Kulturella impulser spred sig från Frankrike till övriga Europa, vilket förstärktes av det faktum att de första universiteten växte fram i Frankrike under tidsperioden. Efter 1200-talet avtog den franska medeltida kulturella högåldern, och Italien utvecklade istället ett mer betydande litterärt liv.

## Senmedeltidens litteratur (1200-1400)
Omkring 1250-talet ersatte Italien Frankrike som Europas litterära centrum, och det var från Italien som de kulturella och litterära impulserna skulle komma att gå ut över Europa under flera hundra år. Den provensalska diktningen upphörde och den nordfranska avtog, i takt med att den förändrade kultursynen bidrog till en skepsis i Frankrike mot de höviska idealen och dess kärleksuppfattning. Över stora delar av Europa förlorade Romersk-katolska kyrkan delar av sitt anseende. Påven flyttade till Avignon. Under perioder fanns det flera samtida påvar med stora politiska motsättningar, och många ogillade de världsliga påvarnas och katolska uttydarnas beteende. Den religiösa krisen bidrog till en kulturkris, och systembyggande och allvetande teorier och uppfattningar förlorade delvis sin attraktionskraft. De samhälleliga förändringarna återspeglades också i litteraturen. Kyrkan och furstehoven tappade betydelse som de viktigaste litterära miljöerna, en status som staden övertog. Merparten av de främsta författarna under perioden var stadsbor och borgarsönder. Samtidigt fanns högmedeltida tendenser fortfarande kvar, såsom exempelvis i synen på religion och kärlek hos Dante Alighieri och Francesco Petrarca.

### Den italienska trion: Dante, Petrarca och Boccaccio
Dante kan sägas ha grundat den italienska poesin, och bidrog också till att revitalisera centrala delar av den romerska litteraturen. I den egenskapen blev han viktig för både Francesco Petrarca och Giovanni Boccaccio, som båda var barn när Dante dog. Petrarca betraktas ofta som den första stora humanisten, och bidrog till en ny sorts författarjag: en sökande, trevande berättare som slits mellan det kristna syndamedvetandet och ett glödande intresse för det antika.

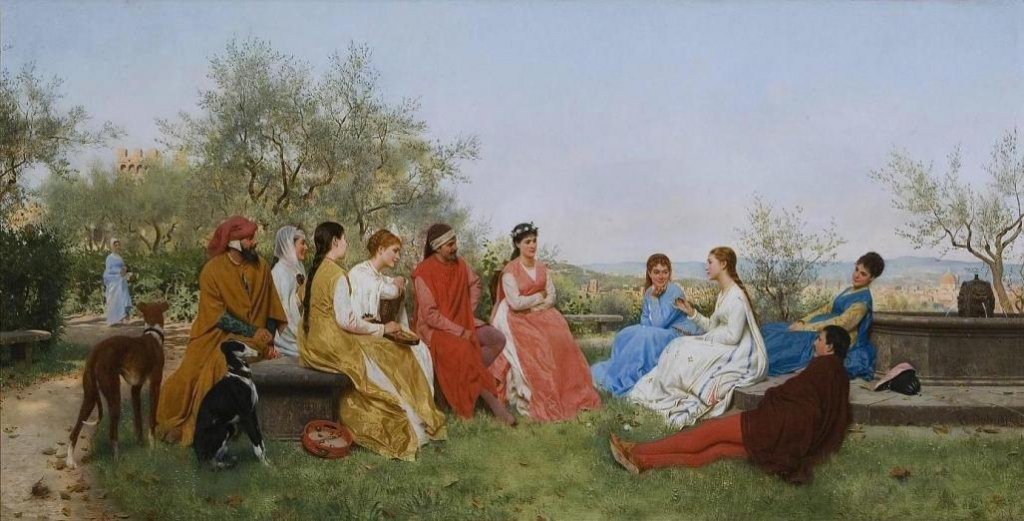
Illustration av Giovanni Boccaccios novellsamling Decamerone.

Hos Dante, Petrarca och Guido Cavalcanti blev sonetten viktig, en diktform som man lärde sig att bemästra, och som med Petrarca kom att spridas ut över hela Europa. Dante bidrog till att skapa italienskan som litteratur- och skriftspråk, och i Den gudomliga komedin, ett av världslitteraturens viktigaste verk, förenades antika och medeltida röster i en ny form. Framförallt verkets första del Inferno där Vergilius leder Dante genom helvetet, har blivit läst och berömd.
Petrarcas Canzoniere, som skildrar Petrarcas starka kärlek till Laura, fick stor påverkan på den europeiska litteraturen och inspirerade bland annat William Shakespeare. Medan Dante och Cavalcanti kunde ha en sträng och saklig stil förefaller Petrarca emellanåt insmickrande. Hans poesi blev väldigt populär och Canzoniere kom ut i hundratals upplagor under 1400- till 1600-talen. Petrarkismen brukar man kalla det mönsterbildande som Petrarca bidrog med för den europeiska kärleksdikten. Petrarcas senare Trionfi fick stor betydelse för renässansens och barockens poesi, men är inte lika hågkomna i modern tid.
Även Giovanni Boccaccio är upphovsman till verk med stor betydelse för renässansen men som idag i hög grad är bortglömda, bland annat episka dikter som populariserade ottave rime som den italienska epikens versmått. I dag är Boccaccio mest hågkommen för novellsamlingen Decamerone, där tio personer som flyr undan digerdödens härjningar berättar noveller för varandra. Novellerna handlar om listiga sätt att få den man älskar, och utgör emellanåt en skarp satir med kyrkan i fokus. Decamerone är det första lyckade försöket i litteraturhistorien till att skriva noveller, och bidrog också till att skapa den italienska prosastilen.

### Senmedeltiden utanför Italien

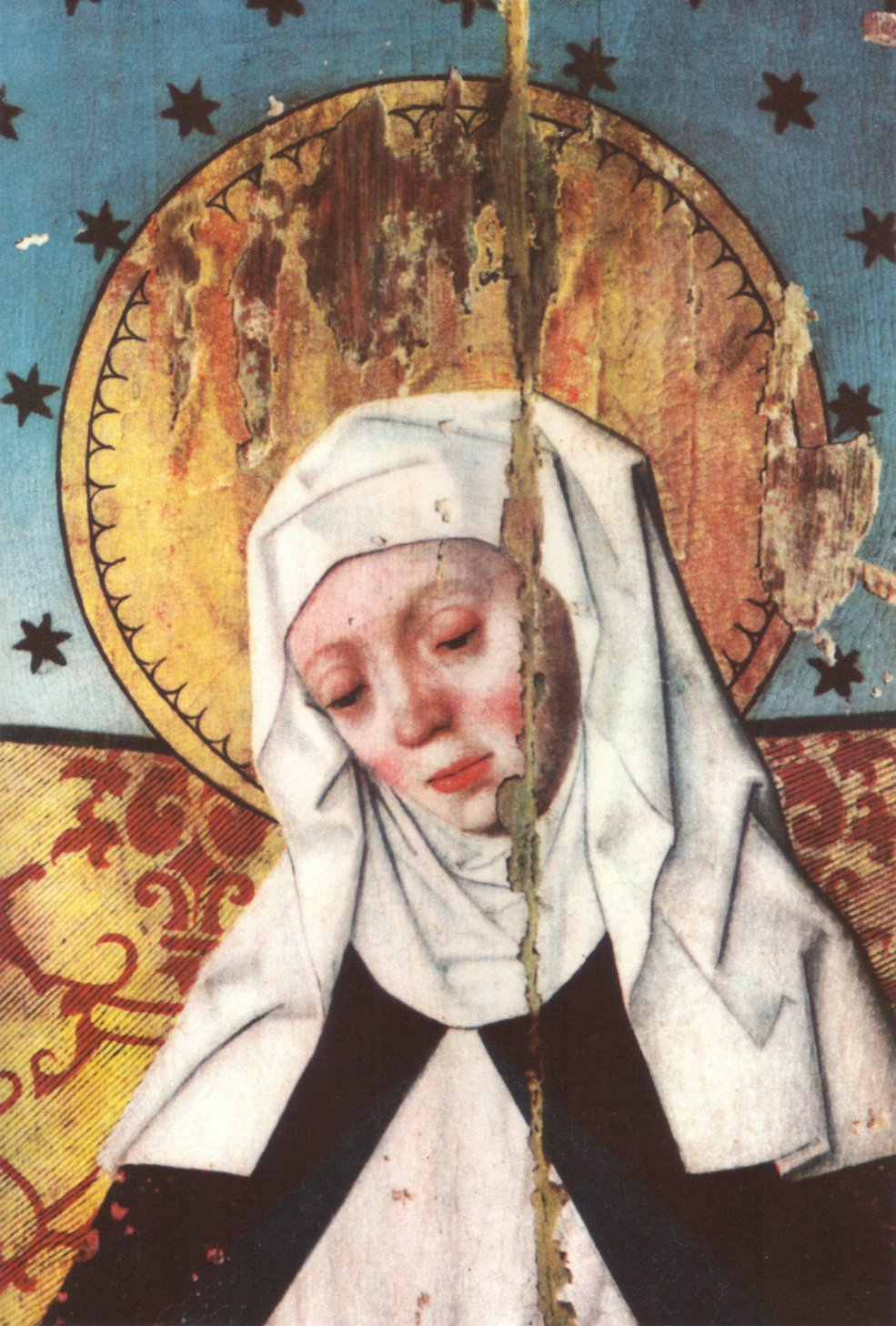
Heliga Birgittas Himmelska uppenbarelser fick stor påverkan på bland annat kristusframställningar i konsten. Uppenbarelserna är också ett viktigt bidrag till visionslitteraturen.

Även om kyrkan tappade i anseende i många delar av Europa under 1300-talet skrevs fortfarande inflytelserik litteratur i traditionellt kristna genrer, bland annat visionslitteraturen. Ett av de viktigaste bidragen därtill är heliga Birgittas Himmelska uppenbarelser, som också fick stor påverkan på kristusframställningar i konsten, genom att göra Kristus mer mänsklig. Vid sidan av den katolska kyrkan frodades i många miljöer även kristna mystiker, inte minst sedan avståndstagandet mot katolska kyrkan bidrog till att många istället vände sig inåt eller mot nya religiösa grupperingar. Exempel på kristna mystiker är bland annat Mäster Eckehart, Mechthild av Magdeburg, Henrik Suso och Jan Ruysbroek.
Den första betydande diktaren på det engelska språket var Geoffrey Chaucer, författare till Canterburysägner, en sorts fresk över det senmedeltida England. Det finns tydliga drag av Decamerone i Canterburysägner, som dock är skriven på vers och berättad av alla samhällsklasser, inte bara aristokrater.
Den lyrik som fortfarande skrevs i Frankrike påverkade i betydligt mindre grad än tidigare de europeiska kulturella strömningarna. Flera franska lyriker skrev dikter med starkt kvinnofientlig syn, bland annat Eustache Deschamps. Guillaume de Machaut brukar kallas den sista trubaduren, och samlade sina dikter under rubriken La louange des dames (Damernas pris). Det tydligaste kvinnoföraktet återfinns hos François Villon, ofta kallad "tjuvarnas poet". Villon tog vidare traditionen från "jonglörerna", och skrev folklig litteratur i en sorts litterär underklass. Stora delar av hans liv tillbringade han med tjuvar, förbrytare och i fängelse, vilket skildras i hans ballader och rondeauer. Även om han skildrade en värld i med den tidens mening moralens förfall använde han dock traditionella mått och topoi.

### Senmedeltida dramatik
Under medeltiden skrevs mycket lite dramatik, delvis eftersom den kristna kyrkan ogillade teater. Äldre teatrar stod ofta kvar, men användes inte. Först framåt 1300-talet började någon form av dramatik skrivas. Då var det ofta i anknytning till kyrkan, för att göra det lättare för människor utan skolgång att förstå kristendomens berättelser. På så vis uppkom mysteriespel och mirakelspel. Mysteriespelen var relativt enkla dramatiseringar av bibliska texter, såsom Jesu död och uppståndelse, oftast på folkspråk. Mirakelspelen var dramatiseringar av legender och de underverk som helgonen åstadkommit, som ofta uppfördes på helgonens dödsdagar. En tredje dramatisk genre som uppkom under medeltiden var moraliteten, som stod mysteriespelet mycket nära. Moraliteten kan liknas vid en dramatiserad moralisk predikan, där exempelvis Lusten kunde få bli huvudperson, personifierad som en ung man som lockas till ett syndigt liv men som genom ånger och dygd förs tillbaka till den rätta vägen. På så vis var rollerna i regel personifierade egenskaper. Den mest kända moraliteten är Spelet om Envar från 1400-talet. Ett av de tidigaste exemplen på medeltida dramatik är Adam de la Halle, som bland annat skrev Le Jeu de Robin et Marion.
I såväl mysterie- och mirakelspelen som i moraliteterna förekom scener med hycklerier, narrupptåg och grovkorniga skämt. Sådana scener kallades för farser. Med tiden blev farsen till en egen genre, som anordnades av hantverkares festkommittéer eller amatörteatersällskap vid universiteten. På så vis uppstod även en världslig dramatik, en sorts medeltida komedier. Farserna var frispråkiga, vanvördiga, drastiska och handlade ofta om bedragna, enfaldiga äkta män, liderliga munkar, fiffiga advokater eller kärlekskranka hustrur. En av de mest kända medeltida farserna är Advokaten Patelin från 1400-talet.

### Citat
1. ↑  "crumbling Roman road from the Antiquity to the modern world." – Curtius, s. 17.